# Erotica tour
Erotica Tour è una fiera itinerante di spettacoli erotici riservati a un pubblico adulto che si è svolta in Italia dal 1993 al 2001 per poi riprendere le attività nell'estate del 2009.

## Storia
La manifestazione ospita pornostar internazionali ed espositori nel settore del genere: sexy shop, case di produzione e di distribuzione di film per adulti, locali notturni e club privé. Tra le attrazioni sono presenti peep show, dark room, spazi riservati alle donne e topless bar.
Erotica Tour è stata presente in grandi città italiane come Napoli (dove ebbe origine), Milano, Roma, Bologna, Torino e in località di villeggiatura come Rimini, Sanremo, Silvi Marina, Loano, Campo Calabro di Reggio Calabria ed altre. È solitamente ospitata in fiere e palastrutture come il PalaStampa di Torino e, a detta degli organizzatori, è stata visitata da almeno 3 milioni di visitatori.

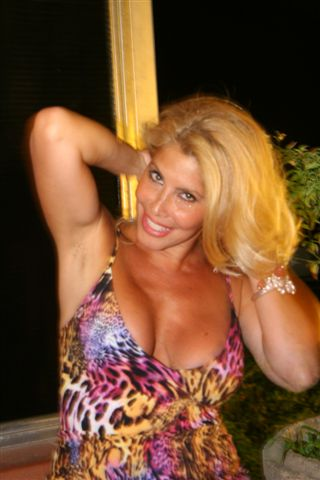
Milly D'Abbraccio, tra le protagoniste della manifestazione

## Edizione 2009
L'edizione 2009, partita da Marghera, è stata al centro di vibranti polemiche, sia per la zona che per la natura della manifestazione, e da più parti si è chiesto l'annullamento delle date venete. Il sindaco di Venezia Massimo Cacciari ne ha chiesto la sospensione per problemi di ordine pubblico, ma dopo il ricorso degli organizzatori, il TAR ha respinto la richiesta del primo cittadino, dichiarando la manifestazione legittima e a norma con i permessi. La manifestazione si è quindi svolta regolarmente.